# Rallye Dakar 2006
Navigation
Édition précédente Édition suivante
Le Rallye Dakar 2006 ou Lisboa–Dakar 2006 est le 28e Rallye Dakar. Le départ a été donné le 31 décembre 2005 de Lisbonne.

## Étapes
| 1  | 31 décembre | Lisbonne         | Portimão         | 370              |                  |                  |                  |
| 2  | 1er janvier | Portimão         | Malaga           | 567              |                  |                  |                  |
| 3  | 2 janvier   | Nador            | Er Rachidia      | 672              |                  |                  |                  |
| 4  | 3 janvier   | Er Rachidia      | Ouarzazate       | 639              |                  |                  |                  |
| 5  | 4 janvier   | Ouarzazate       | Tan-Tan          | 819              |                  |                  |                  |
| 6  | 5 janvier   | Tan-Tan          | Zouerate         | 792              |                  |                  |                  |
| 7  | 6 janvier   | Zouerate         | Atar             | 521              |                  |                  |                  |
| 8  | 7 janvier   | Atar             | Nouakchott       | 568              |                  |                  |                  |
|    | 8 janvier   | Journée de repos | Journée de repos | Journée de repos | Journée de repos | Journée de repos | Journée de repos |
| 9  | 9 janvier   | Nouakchott       | Kiffa            | 874              |                  |                  |                  |
| 10 | 10 janvier  | Kiffa            | Kayes            | 333              |                  |                  |                  |
| 11 | 11 janvier  | Kayes            | Bamako           | 705              |                  |                  |                  |
| 12 | 12 janvier  | Bamako           | Labé             | 872              |                  |                  |                  |
| 13 | 13 janvier  | Labé             | Tambacounda      | 567              |                  |                  |                  |
| 14 | 14 janvier  | Tambacounda      | Dakar            | 634              |                  |                  |                  |
| 15 | 15 janvier  | Dakar            | Dakar            | 110              |                  |                  |                  |

### Vainqueurs d'étape moto
- 1re : Cyril Despres en 58 min 14 s
- 3e : Andy Caldecott (le pilote australien décède sur l'étape 9 à la suite d'une chute fatale)
- 5e : Cyril Despres
- 6e : Etape annulée pour les motos
- 8e : David Casteu
- 9e : Cyril Despres
- 11e : Alain Duclos
- 12e : Cyril Despres
- 13e : Giovanni Sala
- 14e : David Frétigné

### Vainqueurs d'étape auto
- 1re : Carlos Sainz
- 2e : Carlos Sainz
- 3e : Jean-Louis Schlesser
- 4e : Carlos Sainz
- 5e : Stéphane Peterhansel
- 6e : Thierry Magnaldi
- 7e : Stéphane Peterhansel
- 8e : Thierry Magnaldi
- 9e : Stéphane Peterhansel
- 10e : Carlos Sainz
- 11e : Giniel de Villiers
- 12e : Luc Alphand
- 13e : Luc Alphand
- 14e : Guerlain Chicherit

## Classements finaux

### Motos

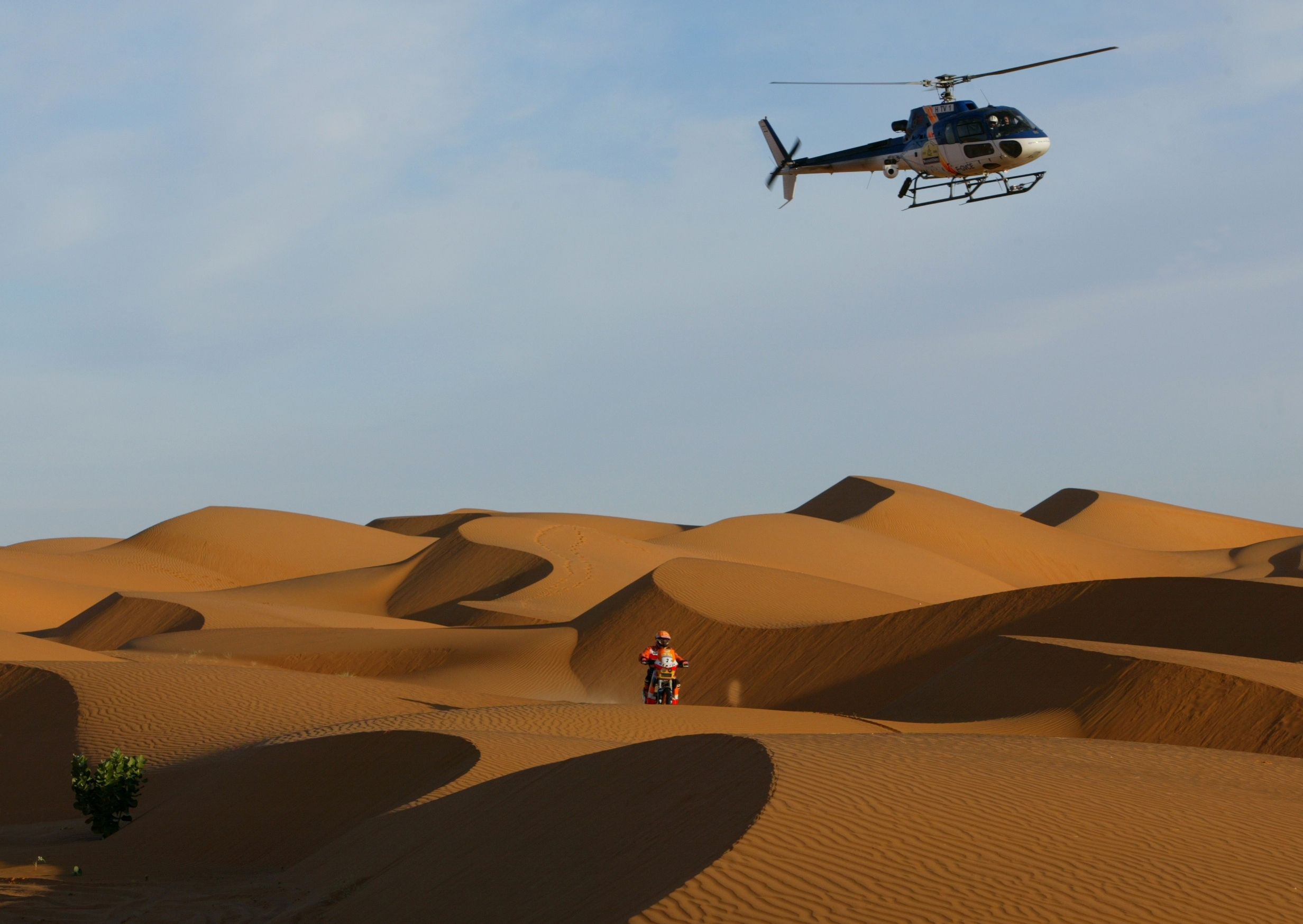
Sur la photo Marc Coma, vainqueur dans la catégorie moto.

| Pos. | Pilote                        | Constructeur | Différence        |
| ---- | ----------------------------- | ------------ | ----------------- |
| 1    | Marc Coma (ESP)               | KTM          | 55 h 27 min 17 s  |
| 2    | Cyril Despres (FRA)           | KTM          | + 1 h 13 min 29 s |
| 3    | Giovanni Sala (ITA)           | KTM          | + 2 h 29 min 48 s |
| 4    | Chris Blais (USA)             | KTM          | + 2 h 36 min 18 s |
| 5    | Carlo De Gavardo (CHI)        | KTM          | + 3 h 22 min 47 s |
| 6    | Pal Anders Ullevalseter (NOR) | KTM          | + 3 h 54 min 52 s |
| 7    | Alain Duclos (FRA)            | KTM          | + 4 h 43 min 56 s |
| 8    | David Casteu (FRA)            | Yamaha       | + 6 h 16 min 21 s |
| 9    | Helder Rodrigues (POR)        | KTM          | + 6 h 54 min 41 s |
| 10   | Janis Vinters (LAT)           | KTM          | + 7 h 53 min 14 s |

### Autos
| Pos. | Pilote                     | Copilote                 | Constructeur       | Différence        |
| ---- | -------------------------- | ------------------------ | ------------------ | ----------------- |
| 1    | Luc Alphand (FRA)          | Gilles Picard (FRA)      | Mitsubishi Pajero  | 53 h 47 min 32 s  |
| 2    | Giniel de Villiers (RSA)   | Tina Thörner (SWE)       | Volkswagen Touareg | + 17 min 53 s     |
| 3    | Nani Roma (ESP)            | - Henri Magne            | Mitsubishi Pajero  | + 1 h 50 min 38 s |
| 4    | Stéphane Peterhansel (FRA) | Jean-Paul Cottret (FRA)  | Mitsubishi Pajero  | + 3 h 20 min 24 s |
| 5    | Mark Miller (USA)          | Dirk von Zitzewitz (GER) | Volkswagen Touareg | + 3 h 23 min 25 s |
| 6    | Jean-Louis Schlesser (FRA) | François Borsotto (FRA)  | Schlesser-Ford     | + 4 h 09 min 23 s |
| 7    | Carlos Sousa (POR)         | Jean-Marie Lurquin (BEL) | Nissan Navara      | + 5 h 40 min 11 s |
| 8    | Bruno Saby (FRA)           | Michel Périn (FRA)       | Volkswagen Touareg | + 8 h 14 min 45 s |
| 9    | Guerlain Chicherit (FRA)   | Mathieu Baumel (FRA)     | BMW X3 CC          | + 8 h 25 min 13 s |
| 10   | Thierry Magnaldi (FRA)     | Arnaud Debron (FRA)      | Schlesser-Ford     | + 8 h 25 min 57 s |

### Camions
| Rang. | Pilote             | Copilote                           | Constructeur  |
| ----- | ------------------ | ---------------------------------- | ------------- |
| 1     | Vladimir Chagin    | Semen Yakubov Sergey Savostin      | Kamaz         |
| 2     | Hans Stacey        | Charly Gotlib Bernard der Kinderen | MAN           |
| 3     | Firdaus Kabirov    | Aydar Belyaev Andrey Mokeev        | Kamaz         |
| 4     | André de Azevedo   | Maykel Justo Jaromír Martinec      | Tatra         |
| 5     | Yoshimasa Sugawara | Katsumi Hamura                     | Hino          |
| 6     | Giacomo Vismara    | Mario Cambiaghi                    | Mercedes-Benz |
| 7     | Teruhito Sugawara  | Seiichi Suzuki                     | Hino          |
| 8     | Franz Echter       | Peter Gobel Edwin van Dooren       | MAN           |
| 9     | Karl Sadlauer      | Franz Maier Martin Mayer           | MAN           |
| 10    | Peter Reif         | Gunter Pichlbauer Stefan Huber     | MAN           |

## Média
Charley Boorman, acteur et aventurier anglais, participa à ce Dakar mais fut blessé et ne put terminé la course. Un de ses coéquipiers, Matt Hall, abandonna mais Simon Pavey (en) finit 86e. Leur expérience fut diffusée dans l'émission Race to Dakar (en).